# 16 Ans
Pour plus de détails, voir Fiche technique et Distribution.
16 Ans est un film français réalisé par Philippe Lioret en 2022, sorti en 2022.

## Synopsis
Nora et Léo se rencontrent lors de leur rentrée en seconde. D'un regard, un lien fort s'établit entre les deux jeunes. Mais le frère de Nora, accusé de vol, est licencié par le père de Léo.

## Fiche technique
- Titre : 16 Ans
- Réalisation et scénario : Philippe Lioret
- Photographie : Gilles Henry
- Musique : Flemming Nordkrog
- Ingénieur du son : Jean-Marie Blondel
- Montage : Andréa Sedlackova
- Producteurs : Marielle Duigou et Philippe Lioret
- Société de distribution : Paname distribution
- Pays d'origine : France
- Genre : drame
- Durée : 94 minutes
- Dates de sortie : 
  -  France : 
    - 27 août 2022 (Festival du film francophone d'Angoulême)
    - 4 janvier 2023

## Distribution
- Sabrina Levoye : Nora Kadri
- Teïlo Azaïs : Léo Cavani
- Nassim Lyes : Tarek Kadri, le frère aîné de Nora
- Jean-Pierre Lorit : Franck Cavani, le père de Léo
- Marie Dompnier : Carine Cavani, la mère de Léo
- Arsène Mosca : Amir Kadri, le père de Nora
- Fejria Deliba : Fatia Kadri, la mère de Nora
- Myriem Akheddiou : la prof principale
- Éric Théobald : le chef de rayon qui accuse Tarek
- Franck Guérin : le flic Éric
- Gilles Bellomi : l'autre flic